# پتاکالاپا (رود)
پتاکالاپا (انگلیسی: Petacalapa River) رودی است که در کشور گواتمالا واقع شده‌است. 